# Aleksandra Kłaput-Wiśniewska
Aleksandra Kłaput-Wiśniewska (ur. 1966) – polska teoretyczka muzyki, doktor habilitowany sztuk muzycznych.

## Życiorys
W 1991 r. ukończyła studia kompozycji i teorii muzyki na Akademii Muzycznej imienia Feliksa Nowowiejskiego w Bydgoszczy, w 2004 r. obroniła pracę doktorską pt. Filharmonia Pomorska jako ośrodek kultury, sztuki i nauki w latach 1953-1990, której promotorem był prof. Włodzimierz Jastrzębski, w 2018 r. habilitowała się na podstawie pracy zatytułowanej Kompozytorzy w Bydgoszczy. Ku twórczemu środowisku. 
Pracuje w Akademii Muzycznej im. Feliksa Nowowiejskiego w Bydgoszczy. 